# Thiodina
Thiodina (лат.) — род аранеоморфных пауков из подсемейства Amycinae в семействе пауков-скакунов (Salticidae). Описаны Эженом Луи Симоном в 1900 году. Распространены от США до Южной Америки.

## Виды
- Thiodina branicki (Taczanowski, 1871) — Венесуэла, Виана, Французская Гвинея
- Thiodina candida Mello-Leitão, 1922 — Бразилия
- Thiodina cockerelli (Peckham & Peckham, 1901) — Гаити (остров), Ямайка
- Thiodina crucifera (F. O. P-Cambridge, 1901) — Панама
- Thiodina germaini Simon, 1900 — Бразилия, Аргентина[3]
- Thiodina hespera Richman & Vetter, 2004 — США, Мексика
- Thiodina inerma Bryant, 1940 — Куба
- Thiodina melanogaster Mello-Leitão, 1917 — Бразилия
- Thiodina nicoleti Roewer, 1951 — Чили
- Thiodina pallida (C. L. Koch, 1846) — от Колумбии до Аргентины
- Thiodina peckhami (Bryant, 1940) — Куба
- Thiodina pseustes Chamberlin & Ivie, 1936 — Панама
- Thiodina puerpera (Hentz, 1846) — США
- Thiodina punctulata Mello-Leitão, 1917 — Бразилия
- Thiodina rishwani Makhan, 2006 — Суринам
- Thiodina robusta Mello-Leitão, 1945 — Аргентина
- Thiodina setosa Mello-Leitão, 1947 — Бразилия
- Thiodina sylvana (Hentz, 1846) — от США до Панамы
- Thiodina vaccula Simon, 1900 — Перу, Бразилия
- Thiodina vellardi Soares & Camargo, 1948 — Бразилия[2]